# Gustaf Anton af Brinkman
Gustaf Anton af Brinkman, född 8 februari 1760, död 1822 i Köpenhamn, var en svensk ämbetsman. Han var kusin till Carl Gustaf von Brinkman.

## Biografi
Gustaf Anton af Brinkman var son till hovjunkaren Edvard Henric Brinckman till Sätra och Elsa Margareta Klingstedt. Från 1778 var han auskultant vid Göta hovrätt, för att 1781 bli vice häradshövding och 1782 landssekreterare på Gotland, varefter han steg i graderna med diverse befattningar inom rikets styrelse. År 1802 fick han lagmans fullmakt. Med anledning av bondeoroligheterna i Skåne fick Brinkman 1811 tillträda som tillförordnad justitiekansler, var 1812 bondeståndets sekreterare samt ledamot av Rikets allmänna ärendens beredning. Brinkman utsågs 1813 till landshövding i Blekinge län och adlades i den befattningen 1817 under namnet af Brinkman med nummer 2 251. Ätten slöts vid hans död 1822.
Brinkman var gift med Sophia Charlotta Kåhre, men paret fick inga barn.